# Musée de la Laub
 (août 2020).
Si vous disposez d'ouvrages ou d'articles de référence ou si vous connaissez des sites web de qualité traitant du thème abordé ici, merci de compléter l'article en donnant les références utiles à sa vérifiabilité et en les liant à la section « Notes et références ».
Le musée de la Laub est un musée situé à Bischwiller dans le département du Bas-Rhin.

## Description
Le musée de la Laub fait découvrir à travers un parcours illustré (scènes reconstituées, maquettes et objets) l'univers des usines textiles de Bischwiller, qui ont fait la renommée de la ville, et l’histoire locale pour mieux comprendre les raisons de cette implantation industrielle et son essor. 
Centre textile important depuis le début du XVIIe siècle, Bischwiller s’est peu à peu faite une réputation en la matière : au XIXe siècle, les grandes expositions nationales et universelles saluent la qualité exceptionnelle de ses fabrications textiles ; les collections présentées témoignent de cet âge d’or et de l’importance de l’organisation de la cité au XIXe siècle (métiers à tisser, machines textiles, outils et documents des manufactures puis usines).

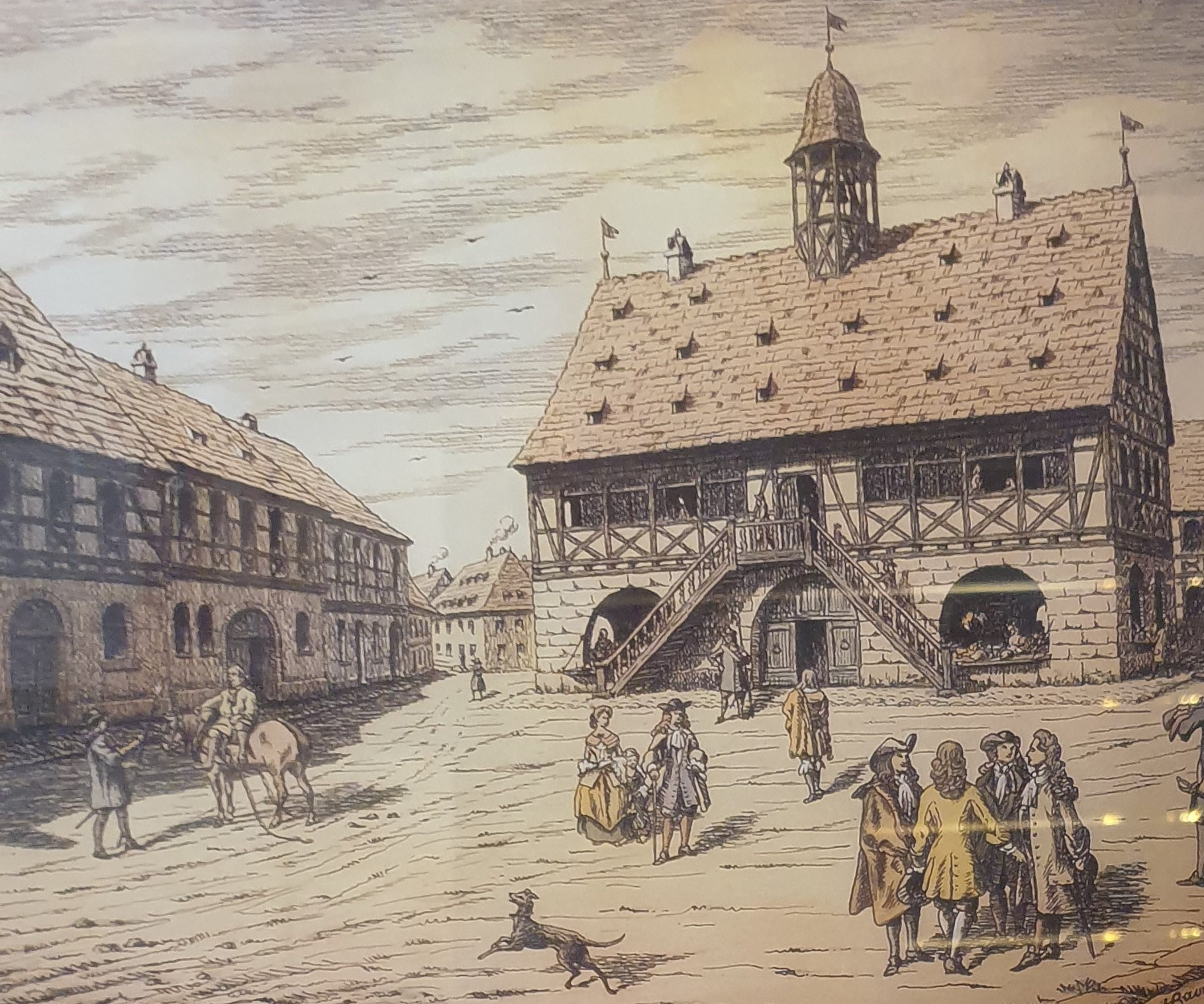
La Laub en 1665 - Bischwiller.
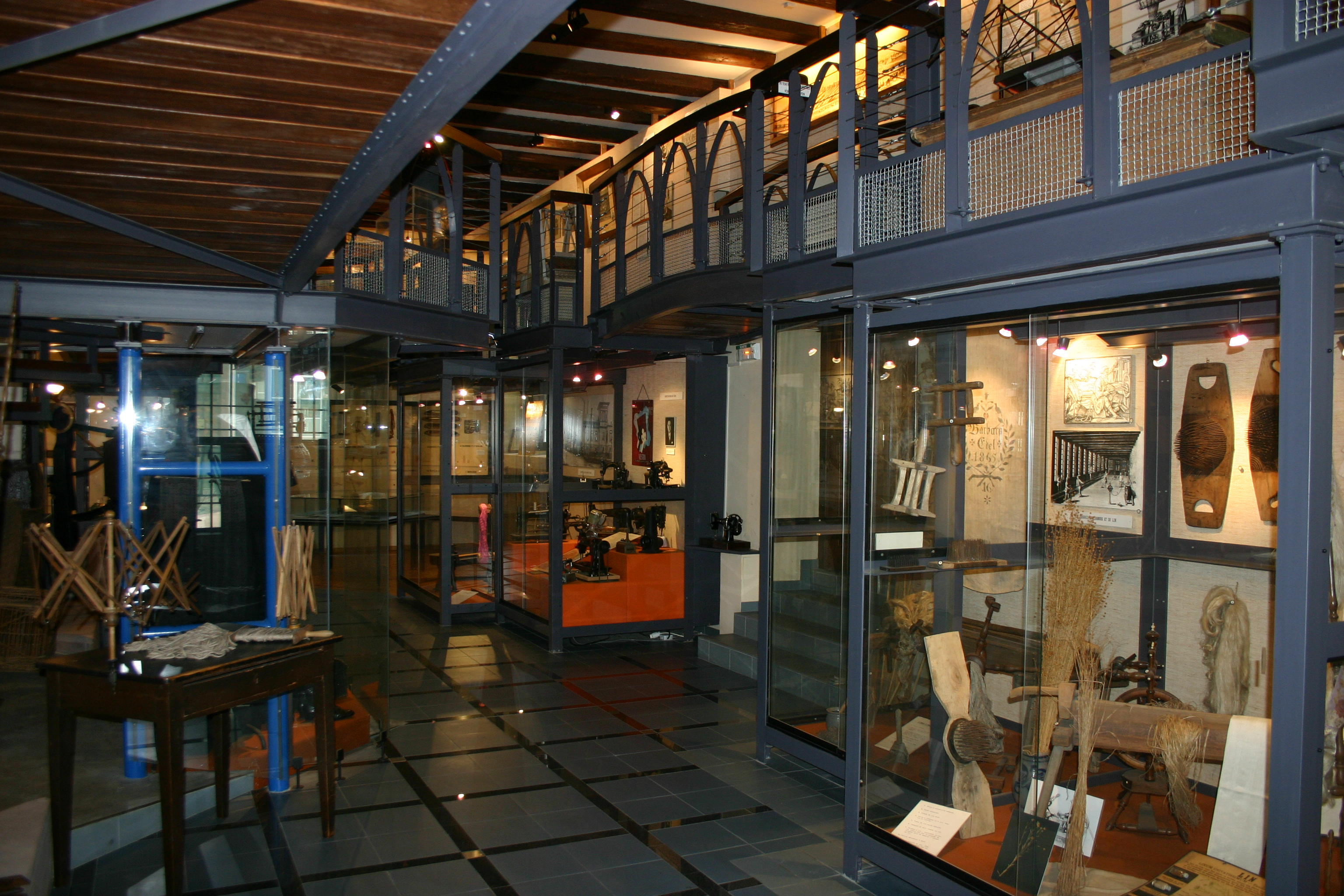
Musée de la Laub - Textile.

L’histoire locale recouvre un champ très large au premier étage du musée, avec des collections archéologiques et des pièces provenant de l’ancien château des souverains de Bischwiller, la famille des Deux-Ponts-Birkenfeld ainsi qu’une évocation du Régiment des Deux-Ponts au XVIIIe siècle et la vie associative aux XIXe et XXe siècles.

## Histoire du bâtiment
Bâtiment emblématique de la ville, la "Laub", édifiée en 1665 sur le duc Christian II de Birkenfeld-Bischwiller, fut jusqu'au début du XXe siècle Maison commune puis mairie de la cité. 
Située à l'intersection des principales artères, elle abritait les services administratifs ainsi que sous ces arcades, les marchés et foires. Le terme de « Laub » désignait autrefois les bâtiments comprenant une halle à arcades. Durant plus d'un siècle de 1686 à la Révolution, elle fut chaque année, le 15 août, jour de l’Assomption, lieu de convergence des fifres et musiciens de Basse-Alsace. 
Dans sa tourelle octogonale trois cloches sonnent encore régulièrement au-dessus des toits, la plus ancienne, livrée par le fondateur Melchior Edel et offerte par le duc Christian II, datant de 1667. Jusqu’au milieu du XIXe siècle un escalier extérieur en bois permettait l'accès à l'étage. Le bâtiment fut ensuite agrandi par l'adjonction d'un avant-corps surmonté d'un balcon. En 1858 cette avant-corps fut reconstruit et coiffé d'un pignon. Devenue annexe du nouvel hôtel de ville en 1912, la Laub accueillit plusieurs services municipaux jusqu'à 1985. La halle servit de dépôt au corps des sapeurs-pompiers jusqu'en 1986. Témoin séculaire de la vie locale, la Laub accueille à présent les collections du musée. 